# 질원
질원(郅元, ? ~ ?)은 전한 후기의 관료이다.

## 생애
지절 2년(기원전 68년), 집금오에 임명되었다.

## 출전
- 반고, 《한서》 권19하 백관공경표 下

| 전임 벽병 | 전한의 집금오 기원전 68년 ~ 기원전 67년? | 후임 엄연년 |